# Хрестовський острів (станція метро)
59°58′18″ пн. ш. 30°15′33″ сх. д. / 59.97167° пн. ш. 30.25917° сх. д.
Хрестовський острів (рос. Крестовский остров) — станція Фрунзенсько-Приморської лінії Петербурзького метрополітену, розташована між станціями «Чкаловська» і «Старе Село».
До введення в експлуатацію черги «Достоєвська» — «Спаська» 7 березня 2009 входила до складу Правобережної лінії.
Станція відкрита 3 вересня 1999, на декілька місяців пізніше початку руху поїздів на дільниці «Чкаловська» — «Старе Село», через затримки будівництва наземного павільйону. До відкриття станції потяги проходили її транзитом.
Названа по розташуванню на однойменному острові і в однойменному історичному районі.

## Технічна характеристика
Конструкція станції — колонна-стінова трисклепінна глибокого закладення (глибина закладення — 49 м).
Колони повністю споруджені із залізобетону, через це вони масивніші. Ряди колон перонного залу перериваються короткими стінками. Вихід у місто здійснюється тристрічковим похилим ходом, що починається з північного торця станції.

## Вестибюль
В архітектурі наземного вестибюля вдало поєднуються сучасний засклений з усіх боків павільйон з класичною оправою з низької аркади доричного ордера, виконаної в камені. Він вдало поєднується з оточуючим його зеленню Хрестовського острова. Вестибюль не має головного фасаду. Вперше в практиці Санкт-Петербурга підземна станція і її надземний вестибюль були вирішені як тематично єдине і архітектурно пов'язане ціле.
Саму станцію планувалося зробити «сезонною» — тобто вона б працювала тільки влітку під час великих спортивних подій, чого не сталося.
Вихід у місто на Морський проспект, вулицю Рюхина, до Приморського парку Перемоги, ЦПКіВ імені С. М. Кірова, стадіону імені С. М. Кірова.

## Оздоблення
Колійні стіни оздоблені травертином, арки, колони і простінки — вапняком. Тринавний підземний простір станції має традиційну доричну ордерну систему, стилізовану, укрупнену об'ємно. Торцева стіна вперше в Росії оздоблена дзеркалами, що візуально подовжує перон. Також вперше використовується римське позначення дати відкриття на фризі фронтону, відокремленого від арки в торці. Підлога з полірованого граніту оздоблена темно-червоними квадратами на сірому тлі. Застосовано закарнізне освітлення станції.
На момент відкриття в простінках було 12 оштукатурених круглих вікон, що призначалися для мозаїк, які через нестачу фінансування вдалося встановити лише у 2001 році. На них алегорично у вигляді міфічних персонажів зображені річки: Нева, Мойка, Фонтанка, Мала Нева, Мала Невка та Середня Невка (одна мозаїка), Велика Невка — (в центральному тунелі) і острови: Аптекарський, Петровський, Кам'яний, Висильєвський, Єлагін, Заячий — (в колійних).
В 2009 році на станції було запроваджено новий інформаційний простір, були демонтовані назви станції з колійних стін.

## Ресурси Інтернету
- «Хрестовський остров» на metro.vpeterburge.ru [Архівовано 15 квітня 2012 у Wayback Machine.](рос.)
- «Хрестовський острів» на ometro.net(рос.)
- «Хрестовський острів» на сайті «Метрополитены СССР» [Архівовано 22 січня 2011 у Wayback Machine.](рос.)
- «Хрестовський острів» на форумі SubwayTalks.ru [Архівовано 17 квітня 2014 у Wayback Machine.](рос.)
- Журнал «Архітектура». Станція « Хрестовський острів» Санкт-Петербурзького метрополітену [Архівовано 23 вересня 2015 у Wayback Machine.](рос.)